# Omar Dorsey

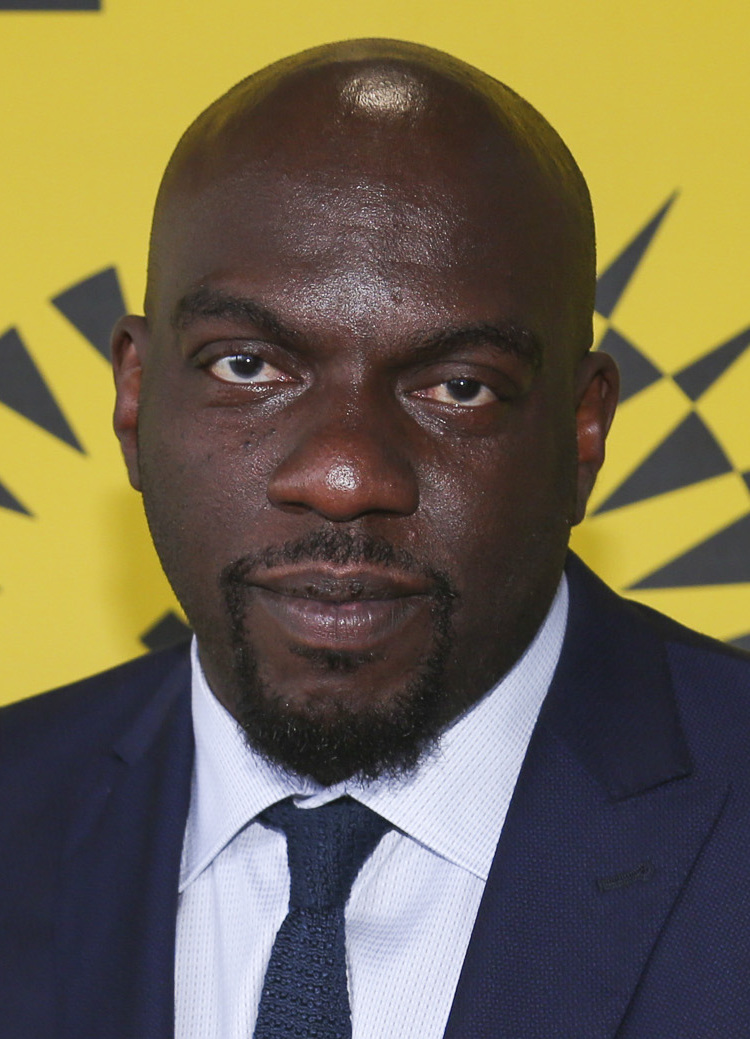
Omar Dorsey (2017)

Omar J. Dorsey (* 22. Dezember 1975 in Decatur, Georgia) ist ein US-amerikanischer Schauspieler.

## Leben und Karriere
Omar Dorsey stammt aus Georgia und ist seit dem Jahr 2000 als Schauspieler aktiv. Zu Beginn seiner Karriere spielte er vor allem kleine Filmrollen in US-amerikanischen Filmproduktionen, darunter Juwanna Mann, Starsky & Hutch oder Der Date Profi. 2009 war er als Big Tony Hamilton in Blind Side – Die große Chance zu sehen. Daneben trat er als Gastdarsteller in Serien wie Emergency Room – Die Notaufnahme, Lincoln Heights, The Shield – Gesetz der Gewalt, The Mentalist, Bones – Die Knochenjägerin oder Navy CIS auf.
2012 war er als Sklave Chicken Charly in Quentin Tarantinos Django Unchained zu sehen. 2014 in der Rolle des Bürgerrechtsaktivisten James Orange in Selma. Im selben Jahr übernahm er in den Serien Rake und Ray Donovan wiederkehrende Rollen. Seit 2016 ist er als Hollywood Desonier in der Dramaserie Queen Sugar zu sehen. 2019 übernahm er als Elombre Brath eine Nebenrolle in der Netflix-Serie When They See Us.
Dorsey lebt derzeit in Los Angeles und hat mit seiner geschiedenen Frau zwei Töchter.

## Filmografie (Auswahl)
- 2000: Road Trip
- 2001: Boykott (Fernsehfilm)
- 2001: Losing Grace
- 2002: Juwanna Mann
- 2002: Drumline – Halbzeit ist Spielzeit (Drumline)
- 2004: Starsky & Hutch
- 2005: Emergency Room – Die Notaufnahme (ER, Fernsehserie, Episode 11x16)
- 2005: The Shield – Gesetz der Gewalt (The Shield, Fernsehserie, Episode 4x09)
- 2006: Entourage (Fernsehserie, Episode 3x10)
- 2006: Der Date Profi (School for Scroundrels)
- 2007: K-Ville (Fernsehserie, 3 Episoden)
- 2007: Lincoln Heights (Fernsehserie, Episode 2x09)
- 2008: Ninja Cheerleaders
- 2008: Die Jagd zum magischen Berg (Race to Witch Mountain)
- 2009: Blind Side – Die große Chance (The Blind Side)
- 2010: Louis
- 2010: Detroit 1-8-7 (Fernsehserie, Episode 1x02)
- 2010–2012: Rizzoli & Isles (Fernsehserie, 3 Episoden)
- 2011: Set Up
- 2011: The Mentalist (Fernsehserie, Episode 4x02)
- 2012: Chuck (Fernsehserie, Episode 5x09)
- 2012: Castle (Fernsehserie, Episode 4x20)
- 2012: Django Unchained
- 2013: Navy CIS (NCIS, Fernsehserie, Episode 11x02)
- 2013: Eastbound & Down (Fernsehserie, 4 Episoden)
- 2014: Rake (Fernsehserie, 9 Episoden)
- 2014: Ray Donovan (Fernsehserie, 7 Episoden)
- 2014: Selma
- 2015: Battle Creek (Fernsehserie, Episode 1x01)
- 2015: Hollywood Adventures
- 2016: Dog Eat Dog
- 2016: Aquarius (Fernsehserie, 5 Episoden)
- 2016–2022: Queen Sugar (Fernsehserie)
- 2017: Blue Bloods – Crime Scene New York (Blue Bloods, Fernsehserie, Episode 7x12)
- 2017: Cargo
- 2017: Thank You for Your Service
- 2018: Halloween
- 2019: Bolden
- 2019: When They See Us (Miniserie, 3 Episoden)
- 2019: Harriet – Der Weg in die Freiheit (Harriet)
- 2020: Soul City (Fernsehserie, 3 Episoden)
- 2021: Halloween Kills
- 2022: Halloween Ends
- 2023: Snowfall (Fernsehserie, Episode 6x05)
- 2023: The Rookie (Fernsehserie)
- 2023: Bookie (Fernsehserie)